# Kamp Etrekeltiek ar Vrezhonegerien
Kamp Etrekeltiek ar Vrezhonegerion (« camp interceltique des bretonnants »), en abrégé KEAV, est un stage de breton organisé durant l'été chaque année depuis 1948, initié par Xavier de Langlais et Ronan Huon.
Depuis 1977, cette université d'été se tient régulièrement à Scaër, près de Rosporden. Depuis 2010 à Chateaulin.